# Сельское поселение «Холуй-Базинское»
Се́льское поселе́ние «Холуй-Базинское» — муниципальное образование в Ононском районе Забайкальского края Российской Федерации.
Административный центр — село Холуй-База.

## История
Статус и границы сельского поселения установлены Законом Забайкальского Края от 18 декабря 2009 года «О границах сельских и городских поселений Забайкальского края»

## Население
| 2010 | 2011 | 2012 | 2013 | 2014 | 2015 | 2016 |
| ---- | ---- | ---- | ---- | ---- | ---- | ---- |
| 671  | ↘667 | ↘624 | ↘604 | ↘596 | ↘557 | ↘551 |
| 2017 | 2018 | 2019 | 2020 | 2021 |      |      |
| ↘511 | ↘508 | ↘471 | ↘460 | ↘416 |      |      |

## Состав сельского поселения
| № | Населённый пункт | Тип населённого пункта       | Население |
| - | ---------------- | ---------------------------- | --------- |
| 1 | Усть-Борзя       | село                         | ↘224      |
| 2 | Холуй-База       | село, административный центр | ↘225      |